# Classe San Antonio
A Classe San Antonio é a mais recente classe de navios de assalto anfíbio da Marinha dos Estados Unidos. Estes navios têm como missão transportar os soldados do Corpo de Fuzileiros Navais dos Estados Unidos e seus equipamentos, incluíndos os AAVs, LCACs e as aeronaves MV-22 Osprey, às regiões de conflito ao redor do mundo.

## Navios na classe
| Nº na amurada | Nome                  | Construtor           | Batimento de quilha     | Lançamento              | Estado          |
| ------------- | --------------------- | -------------------- | ----------------------- | ----------------------- | --------------- |
| LDP-17        | San Antonio           | Avondale Shipyard    | 9 de dezembro de 2000   | 12 de julho de 2003     | Em atividade    |
| LDP-18        | New Orleans           | Avondale Shipyard    | 14 de outubro de 2002   | 11 de dezembro de 2004  | Em atividade    |
| LDP-19        | Mesa Verde            | Ingalls Shipbuilding | 25 de fevereiro de 2003 | 19 de novembro de 2004  | Em atividade    |
| LDP-20        | Green Bay             | Avondale Shipyard    | 11 de agosto de 2003    | 11 de agosto de 2006    | Em atividade    |
| LDP-21        | New York              | Avondale Shipyard    | 10 de setembro de 2004  | 19 de dezembro de 2007  | Em atividade    |
| LDP-22        | San Diego             | Ingalls Shipbuilding | 23 de maio de 2007      | 7 de maio de 2010       | Em atividade    |
| LDP-23        | Anchorage             | Avondale Shipyard    | 24 de setembro de 2007  | 12 de fevereiro de 2011 | Em atividade    |
| LDP-24        | Arlington             | Ingalls Shipbuilding | 26 de maio de 2008      | 23 de novembro de 2010  | Em atividade    |
| LDP-25        | Somerset              | Avondale Shipyard    | 11 de dezembro de 2009  | 14 de abril de 2012     | Em atividade    |
| LDP-26        | John P. Murtha        | Ingalls Shipbuilding | 6 de junho de 2012      | 30 de outubro de 2014   | Em atividade    |
| LDP-27        | Portland              | Ingalls Shipbuilding | 2 de agosto de 2013     | 13 de fevereiro de 2016 | Em atividade    |
| LPD-28        | Fort Lauderdale       | Ingalls Shipbuilding | 13 de outubro de 2017   | 28 de março de 2020     | Em atividade    |
| LDP-29        | Richard M. McCool Jr. | Ingalls Shipbuilding | 12 de abril de 2019     | 5 de janeiro de 2022    | Sendo preparado |